# Rui Machado
Rui Machado (* 10. April 1984 in Faro) ist ein ehemaliger portugiesischer Tennisspieler.

## Leben und Karriere

### Werdegang und erste Jahre als Profi
Rui Machado begann im Alter von sechs Jahren mit dem Tennisspielen, nachdem ihm seine Eltern aus einem USA-Urlaub einen Tennisschläger mitgebracht hatten. 1998 wurde er Vizemeister in der portugiesischen Juniorenmeisterschaft, welche er drei Jahre später gewinnen konnte. Nach seinem Schulabschluss hätte er an der Universität Wirtschaft studieren können, entschied sich jedoch für eine Karriere als Tennisprofi. In den ersten Jahren spielte er ausschließlich auf Satellite- und Future-Turnieren. Nachdem er im Juli 2003 gegen Südafrika sein Debüt für die portugiesische Davis-Cup-Mannschaft gegeben hatte, konnte Machado im August 2003 erstmals ein Future-Finale erreichen.

### 2005–2006: ATP-Debüt und Verletzungssorgen
Im Jahr 2005 konnte er sich zum ersten Mal für Challenger-Turniere qualifizieren und erreichte zweimal das Viertelfinale. Zudem bekam er im April 2005 für das ATP-Turnier von Estoril eine Wildcard, verlor bei seinem ATP-Debüt jedoch gegen Agustín Calleri. In diesem Jahr konnte er erstmals Matches im Davis Cup gewinnen, und schaffte mit Portugal den Aufstieg in die Europa/Afrika-Gruppe I. Im November 2005 konnte er schließlich seinen ersten Future-Titel gewinnen und beendete das Jahr auf Platz 259 der Weltrangliste. Im Frühjahr 2006 musste sich Rui Machado am Handgelenk und Knie operieren lassen. Daraufhin konnte er fast ein ganzes Jahr keine Turniere mehr spielen und fiel dadurch aus dem ATP-Ranking heraus.

### 2007–2008: Comeback und Grand-Slam-Debüt
Im Jahr 2007 wurde João Cunha e Silva, ein ehemaliger Tennisprofi, der in den 90er Jahren zwei ATP-Titel im Doppel gewinnen konnte, Machados neuer Trainer. Und mit ihm folgte dann im Frühjahr 2008 das Comeback: Zwischen Februar 2008 und Mai 2008 konnte Machado sechs Future-Turniere gewinnen und verbesserte sich in dieser Zeit von Rang 726 bis auf Rang 332 der Weltrangliste. Zudem gewann er im April 2008 in Estoril, wo er wie schon vor drei Jahren eine Wildcard bekommen hatte, sein erstes ATP-Match gegen Ivo Karlović, welcher aufgab, nachdem Machado den ersten Satz gewonnen hatte. Im weiteren Jahresverlauf spielte er dann vermehrt Challenger-Turniere und erreichte dabei zweimal ein Halbfinale. Nachdem er in Wimbledon in der ersten Qualifikationsrunde ausgeschieden war, konnte sich Rui Machado bei den US Open unter anderem durch einen Sieg über den Olympiasieger von 2004, Nicolás Massú, erstmals für ein Grand-Slam-Turnier qualifizieren. Dort besiegte er in der ersten Runde in drei Sätzen Rik De Voest und traf in der zweiten Runde auf den an Position 13 gesetzten Fernando Verdasco. Die ersten vier Sätze verliefen äußerst knapp, im entscheidenden fünften Satz jedoch verließen Machado die Kräfte und er verlor diesen mit 0:6. Dennoch stieg er daraufhin erstmals in die Top 200 der Weltrangliste ein, und konnte sich bis zum Jahresende bis auf Rang 153 verbessern.

### 2009–2016: Challenger-Turniersiege und Einstieg in die Top 100
Im Februar 2009 konnte sich Rui Machado in Costa do Sauípe für das Hauptfeld qualifizieren und besiegte in der ersten Runde mit Iván Navarro erstmals einen Top-100-Spieler. In der zweiten Runde verlor er in einem knappen Dreisatzmatch gegen Eduardo Schwank. Zwei Wochen später konnte Machado in Meknès durch einen Sieg über David Marrero seinen ersten Challenger-Titel gewinnen. Im April 2009 folgte in Athen gegen Daniel Muñoz de la Nava der zweite Challenger-Finalsieg. Nachdem er in Estoril in der ersten Runde gegen Óscar Hernández ausgeschieden war, konnte sich Rui Machado bei den French Open zum zweiten Mal für ein Grand-Slam-Turnier qualifizieren. In der ersten Runde siegte er in fünf Sätzen über Kristof Vliegen, war dann jedoch gegen den späteren Halbfinalisten Fernando González chancenlos. Bei der Davis-Cup-Begegnung gegen Algerien im Juli 2009 konnte Rui Machado gegen Valentin Rahmine einen „Triple Bagel“ erzielen: Er gewann das Match 6:0, 6:0, 6:0. Ein weiterer Höhepunkt dieses Jahres waren die US Open, wo Machado zwar in der dritten Qualifikationsrunde gegen Dieter Kindlmann verlor, dann jedoch als Lucky Loser ins Hauptfeld nachrückte. Dort verlor er jedoch in der ersten Runde gegen Daniel Köllerer.
Nachdem er bei den Australian Open 2010 in der zweiten Qualifikationsrunde gescheitert war, konnte sich Rui Machado beim ATP-Turnier von Costa do Sauípe wie schon im Vorjahr für das Hauptfeld qualifizieren. Und erneut erreichte er durch einen Sieg über Marcos Daniel die zweite Runde, wo er gegen Igor Andrejew verlor. Im Februar 2010 erreichte er in Meknès zum zweiten Mal das Finale, konnte jedoch gegen Oleksandr Dolhopolow seinen Titel nicht verteidigen. Im April 2010 gewann Machado in Neapel gegen Federico Delbonis seinen dritten Challenger-Titel und erreichte daraufhin mit Rang 102 seine bislang beste Platzierung in der Weltrangliste. Er fiel jedoch schon in der folgenden Woche wieder zurück, da er die Punkte des Athen-Titels aus dem Vorjahr nicht verteidigen konnte. In Estoril erreichte Machado nach Siegen über Nicolás Massú und Michał Przysiężny erstmals ein ATP-Viertelfinale, er verlor jedoch in drei Sätzen gegen seinen Landsmann Frederico Gil. Bei den French Open verpasste Machado in diesem Jahr genau wie in Wimbledon und bei den US Open die Qualifikation. Dafür konnte er im Oktober 2010 in Asunción gegen Lokalmatador Ramón Delgado seinen vierten Challenger-Titel gewinnen. Nachdem er eine Woche später beim Challenger-Turnier von Santiago de Chile das Halbfinale erreicht hatte, wurde Rui Machado erstmals in den Top 100 der Weltrangliste geführt.
Das Jahr 2011 begann für Rui Machado mit einer Erstrundenniederlage beim ATP-Turnier von Chennai. Auch bei seinem Australian-Open-Debüt schied er in der ersten Runde in vier Sätzen gegen Santiago Giraldo aus. Im Februar 2011 siegte er in der ersten Runde des ATP-Turniers von Santiago de Chile klar über Felipe Ríos, verlor dann aber in drei Sätzen gegen den an Position 3 gesetzten Titelverteidiger Thomaz Bellucci. Eine Woche später erreichte er in Costa do Sauípe zum zweiten Mal ein ATP-Viertelfinale, wo er aber gegen den an Position 1 gesetzten späteren Turniersieger Nicolás Almagro ausschied. Im März 2011 konnte Rui Machado in Marrakesch durch einen Dreisatzsieg über Maxime Teixeira seinen fünften Challenger-Titel gewinnen. In den folgenden Wochen folgten Erstrundenniederlagen bei den ATP-Turnieren in Casablanca, Barcelona, Estoril sowie bei den French Open. Erst Anfang Juni 2011 fand Rui Machado wieder in die Erfolgsspur zurück, als er beim Challenger-Turnier von Rijeka durch einen Sieg über Grega Žemlja seinen zweiten Saisontitel gewinnen konnte. Im Juli 2011 konnte Machado in der Davis-Cup-Partie gegen die Schweiz gegen den Weltranglistendritten Roger Federer den ersten Satz gewinnen, verlor das Match aber letztendlich in vier Sätzen und konnte somit die 0:5-Niederlage Portugals nicht verhindern. Zwei Wochen später gewann Machado in Posen seinen dritten Challenger-Titel in diesem Jahr, als er sich im Finale gegen Lokalmatador Jerzy Janowicz durchsetzte. Bei den US Open schied Rui Machado in der ersten Runde glatt in drei Sätzen gegen Robin Haase aus. Im Doppel erreichte er zusammen mit Franco Ferreiro die zweite Runde. Im September 2011 gewann Machado beim Challenger-Turnier in Stettin zunächst im Halbfinale gegen den topgesetzten Albert Montañés und setzte sich dann im Finale gegen Éric Prodon durch, wodurch er sich seinen vierten Titel in dieser Saison und den letzten seiner Karriere sicherte.
Für die portugiesische Davis-Cup-Mannschaft bestritt er von 2003 bis 2015 insgesamt 27 Begegnungen. Er gewann sowohl im Einzel die Hälfte seiner 32 Partien, wie auch im Doppel eine seiner zwei Doppelpartien. Am 9. Juni 2016 beendete er seine Karriere.

## Besonderheiten
Nach Nuno Marques und Frederico Gil war Rui Machado erst der dritte Portugiese, der den Sprung in die Top 100 der Weltrangliste schaffte.

## Erfolge
| Legende (Anzahl der Siege)  |
| Grand Slam                  |
| ATP World Tour Finals       |
| ATP World Tour Masters 1000 |
| ATP World Tour 500          |
| ATP World Tour 250          |
| ATP Challenger Tour (9)     |

| ATP-Titel nach Belag |
| Hartplatz (0)        |
| Sand (0)             |
| Rasen (0)            |

### Einzel

#### Turniersiege
| Nr. | Datum              | Turnier    | Belag | Finalgegner             | Ergebnis       |
| --- | ------------------ | ---------- | ----- | ----------------------- | -------------- |
| 1.  | 1. März 2009       | Meknès     | Sand  | David Marrero           | 6:2, 6:76, 6:3 |
| 2.  | 12. April 2009     | Athen      | Sand  | Daniel Muñoz de la Nava | 6:3, 7:64      |
| 3.  | 4. April 2010      | Neapel     | Sand  | Federico Delbonis       | 6:4, 6:4       |
| 4.  | 17. Oktober 2010   | Asunción   | Sand  | Ramón Delgado           | 6:2, 3:6, 7:5  |
| 5.  | 26. März 2011      | Marrakesch | Sand  | Maxime Teixeira         | 6:3, 6:77, 6:4 |
| 6.  | 5. Juni 2011       | Rijeka     | Sand  | Grega Žemlja            | 6:3, 6:0       |
| 7.  | 24. Juli 2011      | Posen      | Sand  | Jerzy Janowicz          | 6:3, 6:3       |
| 8.  | 19. September 2011 | Stettin    | Sand  | Éric Prodon             | 2:6, 7:5, 6:2  |

### Doppel

#### Turniersiege
| Nr. | Datum         | Turnier | Belag | Partner                 | Finalgegner                    | Ergebnis |
| --- | ------------- | ------- | ----- | ----------------------- | ------------------------------ | -------- |
| 1.  | 25. Juli 2010 | Posen   | Sand  | Daniel Muñoz de la Nava | Jamie Cerretani Adil Shamasdin | 6:2, 6:3 |